# Юникой (окръг, Тенеси)
Окръг Юникой (на английски: Unicoi County) е окръг в щата Тенеси, Съединени американски щати. Площта му е 482 km², а населението – 17 667 души (2000). Административен център е град Ъруин.